# Zygaspis nigra
Zygaspis nigra — вид плазунів з родини амфісбенових (Amphisbaenidae). Мешкає в Південній Африці.

## Опис
Довжина амфісбени Zygaspis nigra (без врахування хвоста) становить 28 см. Забарвлення чорно-біле, плямисте або мармурове. Верхня частина тіла більш чорнувата, нижня — більш білувата. Голова заокруглена.

## Поширення і екологія
Zygaspis nigra мешкають в центральній і східній Анголі, на заході Замбії, на північному заході Намібії, в районі смуги Капріві, а також в окрузі Чобе на півночі Ботсвани. Вони живуть в лісах міомбо та в байкієвих лісах (Baikiaea), у піщаних ґрунтах. Зустрічаються на висоті від 600 до 1500 м над рівнем моря.